# Самсонов, Анатолий Фёдорович
Анатолий Фёдорович Самсонов (2 апреля 1944) — советский футболист, защитник.
Начинал играть в 1961 году в «Авангарде» Кривой Рог. В 1964 году перешёл в команду класса «А» «Шахтёр» Донецк, где за год провёл 10 игр, забил один гол. Сезон-1965 завершал в команде класса «Б» «Строитель» Бельцы. Играл во второй группе класса «А» за «Карпаты» Львов (1966) и СКА Киев (1967—1968). В 1969 году перешёл в ЦСКА, в том году сыграл только два матча — четвертьфинал и полуфинал Кубка СССР. В 1970 году провёл шесть матчей в чемпионате.
Служил в ГСВГ, играл за команды низших лиг ГДР «Мотор» Людвигсфельде (1971/72 — 1972/73) и «Айнхайт» Науэн (1973/74).